# Фјорита-Спраци (Месина)
Фјорита-Спраци је насеље у Италији у округу Месина, региону Сицилија.
Према процени из 2011. у насељу је живело 297 становника. Насеље се налази на надморској висини од 216 м.